# 吳思
吳思（1957年5月—），男，北京人，中國作家、記者，自由派、改革派知识分子。畢業於中國人民大學中文系。著有《陳永貴沉浮中南海——改造中國的試驗》、《潛規則：中國歷史中的真實遊戲》、《血酬定律：中國歷史中的生存遊戲》、《隐蔽的秩序：拆解历史弈局》等作品。

## 生平
畢業後任《農民日報》總編室副主任、群工部副主任、機動記者組記者。1993年，出任全國新聞工作者協會主辦的《橋》雜誌社副社長兼中文版主編。1996年，在《炎黃春秋》雜誌，擔任執行主編、副社長。2009年，担任《炎黃春秋》雜誌法人代表。2015年，離開《炎黃春秋》。

## 学术研究
- 在《潜规则：中国历史中的真实游戏》中提出“第二等公平”，在《隐蔽的秩序》中吴思给出的解释是：“人们私下默认的一种被压缩的公平标准。这种公平虽然背离了正式规则的标准，却符合潜规则的标准。借用鲁迅“想当奴隶而不得”的说法，儒家和正式法规所承诺的第一等公平为臣民级的公平，第二等公平就是奴隶级的公平。对民众来说，这种标准虽然比正式规定低了一个等级，却往往是“民习安之”的真实标准。如果奴隶级公平遭到破坏，民众起义造反的可能性就会大幅度增加。”
- 在《潛規則：中國歷史中的真實遊戲》中提出“潜规则”的概念，指出中国历史中有一种广泛存在却并不在书面上呈现的一套规则，定义了“淘汰清官”，“晏式转型”，“崇祯死弯”等概念，强调了官僚階級作為權力代理人對中国历史的影響力。
- 在《血酬定律：中國歷史中的生存遊戲》中提出了“血酬定律”，认为以此可以较清晰地解释中国历代暴力集团的行为方式和生存策略，并在此书中更加深入地讨论了历朝历代崩溃的根本原因，得出“淘汰良民”的假说。此书中亦介绍了中国历史中某些小群体的生存策略和社会生态基础。
- 《隐蔽的秩序：拆解历史弈局》中提出了对马克思政治经济学以及历史唯物主义的一些批判。
- 2004年之后陆续在博客及其他杂志上发表文章，发展了“元规则”等概念，提出了“暴力均衡”的想法，认为这是人类生产行为的条件之一。（他自己一个有意思的说法是：“如果抢劫的成本是0的话，猴群就会抢遍世界，一路抢下去，永远不会种一棵树。”）
- 在之后的演讲及文章上屡次提到“官家主义”、“血酬史观”这两个原创概念，以此框架更加准确地描绘中国历史。
- 在2009年10月8日的《南方周末》杂志中发表《读田纪云〈改革开放的伟大实践〉》一文，提出改革开放三条定律：一、市场经济与经济发展正相关；二、违反第一定律，政权就不稳定；三、收权还是放权，取决于执政者的利害计算。

元规则是指中国学者吴思提出的一条历史规律：暴力最强者说了算。他以此“原始的规则”来描述何为“决定规则的规则”。
这条规律认为历史上的明文法规和人们私下的认可的规矩（如行规、家规、江湖规矩等等，吴思将其命名为“潜规则”和“横规矩”）都是由利害格局中具有最强伤害能力的一方制订的。例如平民面对土匪、官吏等等有枪有权（权力事实上还是从枪杆子里来的）势力的时候，所要遵循和认可的行为标准是由对方决定的。
吴思在《血酬定律：中国历史中的生存游戏》一书中的自序对暴力最强者立法定规的历史现象进行过列举，引用如下：

我留心看过《大明律》的制订过程，也留意过明朝初年更高级别的法规《大诰》如何制订，如何实施，如何失而复行，又如何架空撤消。制订《大明律》的时候，几个大儒参照唐朝的法律，一条一条地修订，一条一条地草拟，朱元璋又一条一条地品评，修改，改了又改，最后立为天下法。但是皇帝本人并不遵行，另外编撰了一套个人色彩浓重的严刑苛法《大诰》。朱元璋死后，他的孙子即位，放弃了《大诰》，随后被自己的叔叔打败，夺了帝位。新皇帝上台，又恢复了《大诰》。在这些来回折腾中，决定和选择法规的规则变得十分清晰，那就是：暴力最强者说了算。在晚清的频繁变法中，这条元规则再次清晰地显露出来：暴力竞争的胜利者说了算，无论胜利者是洋人还是女人。 

吴思在其后的文章中，把“元规则”所描述的内容加以拓展：当利害格局中某几方伤害能力彼此相差不多乃至相互制衡之时，他们之间就会出现“暴力均衡”这种状态，这种状态下的各方可以平等的相互交往，一旦这种均衡被打破，他们之间就会出现以伤害能力（即暴力）为依凭的称霸与称臣、奴役与进贡现象，在他之后的数次演讲中更把“暴力均衡”称作为人类从事生产活动的前提。
有些人认为在如今的民主宪政国家下，再讲“暴力最强者说了算”不合时宜，吴思自己认为：

作为生产阶级的首领、生产各个要素的组织者、市场需求的发现者，生产集团的首领当家作主了，立法立规了，他们成了暴力最强者，他们控制了军队、控制了国家机器，这时候生产集团控制了暴力集团，他们可以根据自己的心愿立法；这个时候经济基础确实可以决定上层建筑了。

## 外部連結
- 吴思的新浪博客（页面存档备份，存于）
- 吴思的中国专家网博客
- 《中国历史中的生存游戏：血酬定律》新浪连载版（页面存档备份，存于）